# Carol Lambrino
Carol Lambrino, également connu sous les noms de Carol de Hohenzollern ou de Carol de Roumanie, est né le 8 janvier 1920 à Bucarest, en Roumanie, et mort le 27 janvier 2006 à Londres, au Royaume-Uni. Fils du roi Carol II de Roumanie et de son épouse morganatique Jeanne « Zizi » Lambrino, c'est le demi-frère du roi Michel Ier.

## Famille
Carol est le fils du prince héritier Carol de Roumanie (1893-1953) et de son épouse morganatique Jeanne « Zizi » Lambrino (1898-1953). Il est donc le demi-frère du roi Michel Ier de Roumanie (1921-2017), son cadet.
Le 22 mars 1949, Carol épouse (16e arrondissement de Paris) la chanteuse d'opéra Hélène Henriette Nagavitzine (1925-1998), plus connue sous le pseudonyme de Léna Pastor, dont il divorce (divorce prononcé à Paris le 3 mai 1960). De ce mariage naît un enfant :
- Paul Lambrino (1948), prétendant au trône de Roumanie, qui épouse Lia Triff (1949).

Le 20 décembre 1960, Carol se remarie à Jeanne Williams (1930-1988), dont il divorce en 1977. De ce mariage naît un enfant :
- Alexandru Lambrino (1961).

Le 27 juin 1984, Carol se remarie finalement à Antonia Colville (1939-2007), arrière-petite-fille de Charles Colville (1818-1903), 1er vicomte Colville de Culross. De ce mariage ne naît aucun enfant.

## Biographie
Issu d'un mariage contraire aux lois de la maison royale de Roumanie (qui disposent que les membres de la dynastie ne peuvent s'unir à des citoyens roumains et doivent épouser des personnes égales en rang), Carol Lambrino naît à Bucarest plusieurs mois après l'annulation de l'union de ses parents par le Parlement roumain, en janvier 1919. Peu après sa naissance, l'enfant et sa mère, Jeanne « Zizi » Lambrino, sont contraints à quitter la Roumanie et à s'installer à Paris tandis que le prince héritier Carol reprend ses fonctions royales.

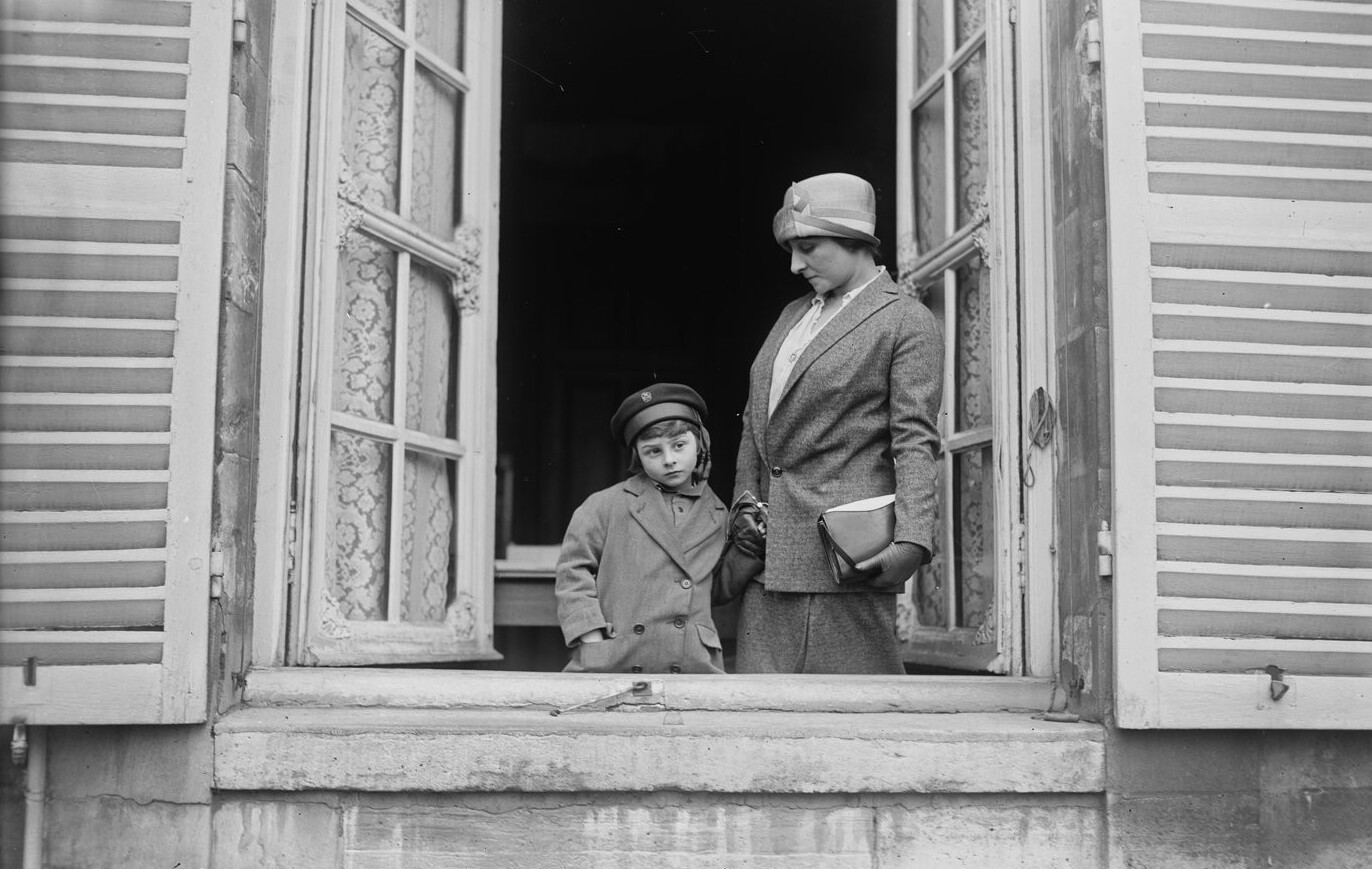
Carol Lambrino à l'âge de 6 ans avec sa mère Zizi Lambrino en 1926 à Vanves, pendant leur exil en France.

L'enfance de Carol Lambrino est marquée par la précarité financière. En échange de son éloignement, Zizi a en effet obtenu une petite pension de la part de la famille royale mais, celle-ci étant insuffisante pour élever un enfant, la jeune femme doit devenir danseuse pour faire vivre sa famille. En 1926, elle porte par ailleurs plainte contre son ex-mari pour l'obliger à reconnaître leur fils et à leur verser dix millions de francs de dommages et intérêt, sans succès.
Jeune homme, Carol Lambrino fait l'École des Beaux-Arts. Il devient ensuite peintre et vend quelques tableaux et cartes postales illustrées, avant de devenir relieur à Paris. Après la Seconde Guerre mondiale, sa mère étant malade, il tente de rencontrer son père au Brésil pour lui demander de l'argent. Cependant, le souverain refuse de l'aider. En 1953, Zizi meurt dans la pauvreté ; quelques mois plus tard, c'est au tour de Carol II de trouver la mort, au Portugal.
Carol Lambrino intervient alors auprès de la justice portugaise pour faire reconnaître sa filiation et ses droits à l'héritage de son père, ce qu'il obtient le 2 avril 1955. Deux ans plus tard, le 6 mars 1957, la justice française reconnaît à son tour la légitimité de Carol. Il peut ainsi hériter d'une partie des biens de son père, même si ceux-ci sont loin d'être aussi importants qu'il l'espérait. Peu après, Carol divorce de sa première épouse (la cantatrice française Léna Pastor) et part vivre à Londres, où il se remarie avec l'Américaine Thelma Jeanne Williams. Là, il ne tarde pas à se retrouver à nouveau en butte à des soucis financiers.
Après la chute du communisme en Roumanie en 1989, Carol se rapproche de son pays d'origine, où la justice reconnaît à son tour sa filiation en octobre 1995. Son demi-frère, l'ex roi Michel Ier, fait cependant appel et la justice met plusieurs années à reconnaître le bien-fondé de ses revendications. Après plusieurs décennies d'exil, Carol visite brièvement la Roumanie en novembre 2005. Il meurt deux mois plus tard à Londres mais est finalement enterré à Bucarest, au monastère de Cozia, en 2006.

### Ouvrages généalogiques
- Michel Huberty, Alain Giraud et F. et B. Magdelaine, L’Allemagne dynastique, t. V : Hohenzollern-Waldeck Familles alliées A-B, Le Perreux, chez l’un des auteurs, Alain Giraud, 1989, 617 p., 28 cm (ISBN 2-901138-05-5). Voir Mircea Carol (1920) à la cote « Hohenzollern (nom de la dynastie)  XXIX (numéro de génération) 31’ (numéro dans la génération) » page 268 (notes page 272).

### Ouvrages sur Carol et sa famille
- Paul de Hohenzollern-Roumanie, Carol II : Roi de Roumanie, Denoël, 1990 (ISBN 2-207-23739-7)
- Jeanne Lambrino, Mon Mari, le roi Carol, Calmann Levy, 1950 (ASIN B003UAH0MI)
- Lilly Marcou, Le Roi trahi : Carol II de Roumanie, Paris, Pygmalion, 2002, 398 p. (ISBN 2-85704-743-6)

### Presse en ligne
- (ro) Vartan Arachelian, « Nascut in zodia Satanei », Jurnalul Național,‎ 3 octobre 2005 (lire en ligne)
- (en) Vartan Arachelian, « An Innocent Had Gone », Jurnalul Național,‎ 30 janvier 2006 (lire en ligne)
- (en) Ivor Robinson, « HRH Prince Carol of Romania », The Telegraph,‎ 9 février 2006 (lire en ligne)
- (ro) Marina Constantinoiu, « Printul congelat », Jurnalul Național,‎ 21 mars 2006 (lire en ligne)
- (ro) Marina Constantinoiu et Alexandra Chivu, « Printul Carol Mircea, inhumat dupa opt luni », Jurnalul Național,‎ 9 août 2006 (lire en ligne)
- (ro) Alexandra Chivu, « Un adio regal, la Cozia », Jurnalul Național,‎ 13 août 2006 (lire en ligne)